# Интер (футбольный клуб, Боярка)
«Интер» (укр. Інтер) — украинский футбольный клуб из Боярки Киевской области. Из-за финансовых проблем в 2007 году клуб прекратил своё существование.

## Названия
- …—… — «Машиностроитель» Бородянка.
- 1992—1994 — «Гарт» Бородянка.
- 1994—2003 — «Система-Борекс» Бородянка.
- 2004 — «Борекс-Борисфен» Бородянка.
- 2004—2005 — «Освита» Бородянка.
- 2005 — «Освита» Киев.
- 2006 — «Боярка-2006» Боярка.
- 2006—2007 — «Интер» Боярка.

## История
Футбольный клуб «Машиностроитель» был создан в городе Бородянка и выступал в областных любительских соревнованиях. В 1993 году после победы в любительском чемпионате Украины получил возможность выступать на профессиональном уровне.
В сезоне-1993/94 занял 5-е место в переходной лиге. Год спустя футбольный клуб под названием «Система-Борекс» стал 6-м, что позволило команде выступать во второй лиге после присоединения к ней третьей.
В сезоне-2001/02 под руководством главного тренера Виктора Жилина клуб занял 1-е место в группе Б второй лиги и добыл путевку в первую. В 2004 году клуб сменил название на «Борекс-Борисфен» и вылетел из первой лиги.
Выступление в следующем сезоне вновь началось со смены названия, а годом спустя — и прописки: команда переехала в Киев и стала называться «Освита», однако после зимнего перерыва было принято решение о переезде в Боярку.
Клуб едва не потерял профессиональный статус: от вылета команду спасло снятие с чемпионата МФК «Житомир». В сезоне-2006/07 коллектив выступал под названием «Интер», однако это не помогло: 15-е место привело к расформированию клуба.

## Достижения
- Вторая лига Украины по футболу:

Победитель группы Б (2001/02).
Серебряный призёр группы Б (2000/01).